# لي اون-سايم
لي اون سايم (بالكورية: 이은샘)‏ هي ممثلة كورية جنوبية. ولدت يوم 10 أكتوبر 1999 في غوانغجو في كوريا الجنوبية.

## روابط خارجية
- لي اون-سايم على موقع IMDb (الإنجليزية)
- لي اون-سايم على موقع قاعدة بيانات الفيلم (الإنجليزية)